# Płaszów (zajezdnia autobusowa)
Zajezdnia autobusowa "Płaszów" – zajezdnia MPK SA w Krakowie, znajduje się przy ulicy Biskupińskiej w XIII Dzielnicy Krakowa. Zajezdnia funkcjonuje od 1983 roku. Obecnie eksploatowane są tam autobusy marki Mercedes-Benz oraz Solaris.

## Autobusy

### Obecnie eksploatowane przez zajezdnię
| Typ autobusu                                         | Rozpoczęcie eksploatacji                             | przewóz osób na wózkach                              | Liczba |
| ---------------------------------------------------- | ---------------------------------------------------- | ---------------------------------------------------- | ------ |
| Mercedes-Benz O530 Hybrid                            | 2018                                                 | przewóz osób na wózkach                              | 30     |
| Automet Cityliner Smile                              | 2018                                                 |                                                      | 7      |
|                                                      |                                                      |                                                      |        |
| Solaris Urbino 12                                    | 2012                                                 | przewóz osób na wózkach                              | 68     |
| Solaris Urbino 18                                    | 2011                                                 | przewóz osób na wózkach                              | 52     |
| Razem                                                | Razem                                                | Razem                                                | 141    |
| Udział autobusów niskopodłogowych i niskowejściowych | Udział autobusów niskopodłogowych i niskowejściowych | Udział autobusów niskopodłogowych i niskowejściowych | 100%   |

### Dawniej eksploatowane przez zajezdnię
| Typ pojazdu     | Rozpoczęcie eksploatacji | Zakończenie eksploatacji |
| --------------- | ------------------------ | ------------------------ |
| Ikarus 260.04   | 1983                     | 2000                     |
| Jelcz 120M      | 1995                     | 2000                     |
| Jelcz 272 MEX   | 1983                     | ok. 1985                 |
| Jelcz M081MB    | 2007                     | 2018                     |
| Jelcz M11       | 1988                     | 1998                     |
| Jelcz M121M     | 1995                     | 1997                     |
| Neoplan N4020   | 1997                     | 2001                     |
| Renault PR100   | 1991                     | 1992                     |
| Scania CR111    | 1991                     | 1997                     |
| Scania CR112    | 1991                     | 1999                     |
| Scania CN113CLL | 1994                     | 2018                     |
| Scania CN113ALB | 1998                     | 2015                     |
| Scania CN94UB   | 1999                     | 2018                     |
| Scania CN94UA   | 2001                     | 2017                     |
| Castrosua CS.40 | 2006                     | 2017                     |